# Света Троица (Ямбол)
Вижте пояснителната страница за други значения на Света Троица.
„Света Троица“ е българска православна църква в град Ямбол, България.

## Местоположение
Намира се в ямболския квартал „Каргона“, ул. „Георги Шейтанов“ №11.

## История
Първите писмени сведения за църковен живот в тогавашното село Каргона са от 1587/1588 година, когато са споменати имената на четирима попове в селището, но не са споменати конкретни храмове. По-късно през 1720 година, когато патриарх Хрисант Йерусалимски посещава града и отсяда в българския квартал Каргона, той пише в пътеписа си, че в селото има две енории: по-голямата „Свети Георги“ и „Света Троица“, както и имената на шест църковни служители.
В Регионалния исторически музей се съхранява сребърен дискос, произхождащ от църквата „Света Троица“, с надпис, който гласи: „Моление. Раб божи Алекси подарява на църквата „Света Троица“ 1692 година“.
В двора на църквата се намира гробът на Ради Иванов Колесов – будител, книжовник, поет, преводач и революционер, инициатор за създаването на първото читалище в Ямбол.
Към църквата е имало килийно училище. След учредяването на българската екзархия през 1871 г. по време на руско-турската война от 1877 – 1878 година храмът е опожарен и след Освобождението през 1884 г. на мястото на старата църква се строи нов храм под ръководството на прочутия майстор строител Цаню от Трявна.

## Архитектура
Според някои автори първоначално църковният храм е наподобявал раннохристиянска катакомба – вкопана, без прозорци, осветявана само от пламъка на восъчните свещи, с бедна украса и с две отделения – за мъже и за жени.
Църквата „Света Троица“ е паметник на културата от архитектурно-строителен вид (Протокол от 03.12.1960 г./Заповед № 297 на МК от 14.11.1960 г./).

## Галерия
- Жилищна и помощна сграда в двора на църквата
- Гробът на Ради Колесов